# Првенство Југославије у фудбалу 1930.
У сезони 1930. године број клубова који су учествовали је опет био шест. Шампион Конкордија је био нови клуб састављен од играча ХАШК-а.

## Учесници првенства
- БСК, Београд
- Југославија, Београд
- Конкордија, Загреб
- Славија, Осијек
- Славија Сарајево, Сарајево
- Хајдук, Сплит

## Табела
| Место | Клуб        | мечева | победа | нерешених | пораза | дати голови | примљени голови | гол разлика | бодова |
| ----- | ----------- | ------ | ------ | --------- | ------ | ----------- | --------------- | ----------- | ------ |
| 1     | Конкордија  | 10     | 6      | 3         | 1      | 25          | 15              | +10         | 15     |
| 2     | Југославија | 10     | 5      | 3         | 2      | 23          | 13              | +10         | 13     |
| 3     | Хајдук      | 10     | 5      | 3         | 2      | 21          | 17              | +4          | 13     |
| 4     | БСК         | 10     | 5      | 2         | 3      | 26          | 16              | +10         | 12     |
| 5     | Славија С.  | 10     | 2      | 2         | 6      | 15          | 23              | -8          | 6      |
| 6     | Славија О.  | 10     | 0      | 1         | 9      | 6           | 32              | -26         | 1      |

### Освајач лиге
КОНКОРДИЈА ЗАГРЕБ (тренер: Богдан Цувај — вођа фудбалске секције)
Сергије Демић
Стјепан Павичић
Драгутин Бабић
Божидар "Бошко" Ралић
Данијел "Данко" Премерл
Никола Павелић
Милош Ферић
Густав "Михо" Ремец
Егидио Мартиновић (ориг. Egidio Martinovich)
Радован Павелић
Александар Живковић
Божидар Армано
Иван Павелић
Владимир Лолић
Павао Лев (ориг. Pavao Löw)
Борис Праунспергер
| Првак Југославије у фудбалу 1930. |
| --------------------------------- |
| ХШК Конкордија Загреб             |
| Прва титула                       |